# ヤマハ・PW
ヤマハ・PW（ピーダブリュー）とは、ヤマハ発動機が製造販売している2ストロークのモトクロス競技用オートバイであり、現在、50ccと80ccが生産されている。

## モデル一覧

### PW80
PW80は2005年から発売されている子供向けモトクロス競技用車両である。
主に7歳～10歳程度の体重40kg以下の児童を対象としている。
クラッチ操作なしにギア変速が楽しめる自動遠心クラッチや3段変速、スポーク式前後ホイール、モノクロスサスペンション、アルミ製アウターチューブ採用フォークなどの装備が採用されている。2009年モデルとしてヤマハ・YZの4ストロークと同じカラーリング、グラフィックが2008年6月30日に発売された。今は売っていない

### PW50
PW50は2005年から発売されている子供向けモトクロス競技用車両である。
主に3歳～6歳程度の体重25kg以下の幼児を対象としている入門用である。
オートマチックエンジン、軽量ボディ、シャフトドライブ、自転車と同じ左右レバー式ブレーキなどの装備が採用されている。2009年モデルとしてYZの4ストロークと同じカラーリング、グラフィックが2008年6月30日に発売された。